# Stagonopsis pallida
Stagonopsis pallida är en svampart som först beskrevs av Berk. & M.A. Curtis, och fick sitt nu gällande namn av Pier Andrea Saccardo 1884. Stagonopsis pallida ingår i släktet Stagonopsis, divisionen sporsäcksvampar och riket svampar.   Inga underarter finns listade i Catalogue of Life.